# Paul Nößler

Paul Nößler, 2004

Paul Nößler (* 6. Januar 1929 in Wünschelburg, Landkreis Neurode; † 6. Mai 2018 in Recke) war ein deutscher Bergmann, Vertriebenenvertreter und nordrhein-westfälischer Kommunalpolitiker (CDU).

## Leben

### Herkunft, Familie und berufliche Tätigkeit

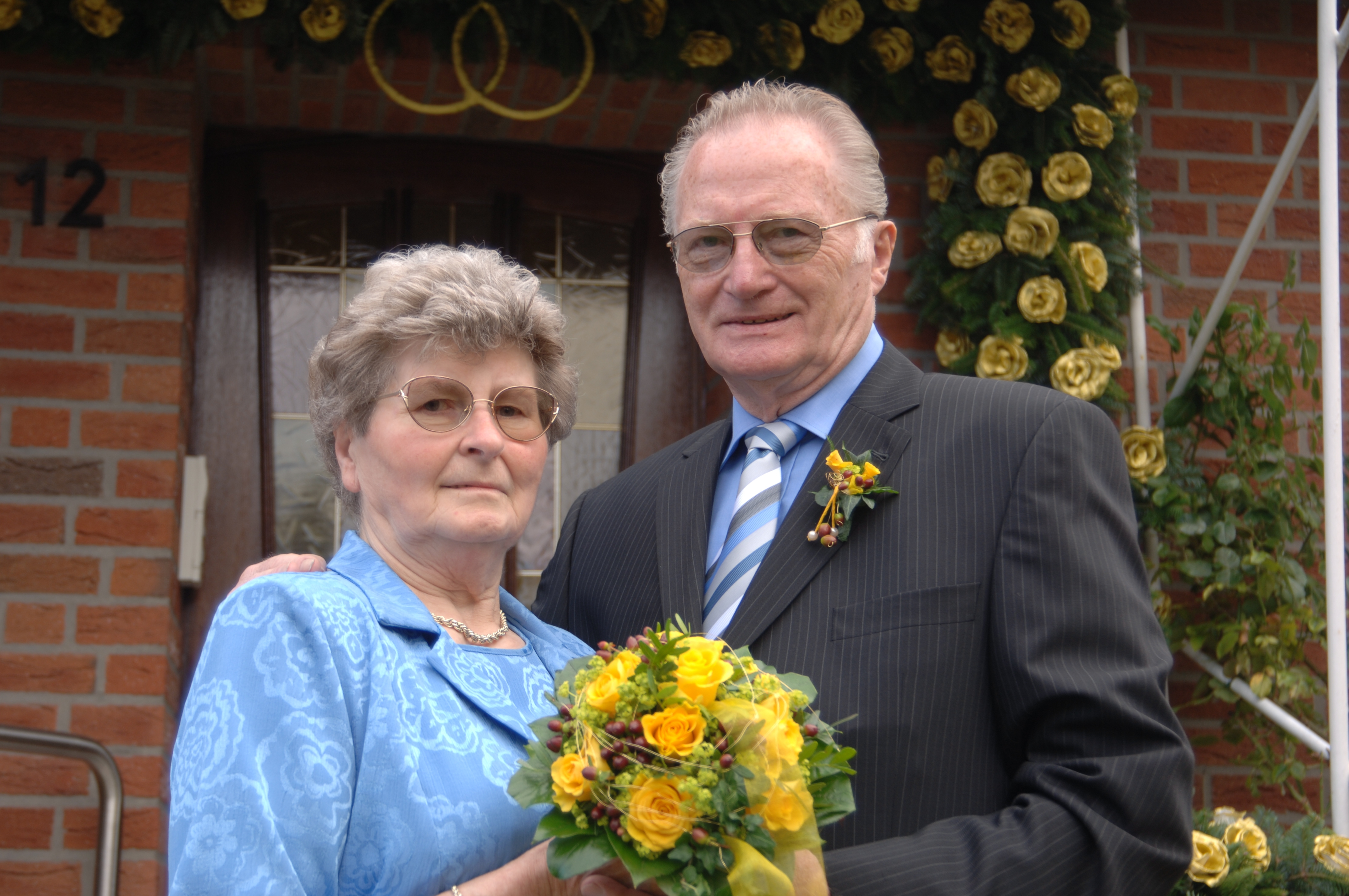
Luzia und Paul Nößler 2005 am Tag ihrer Goldenen Hochzeit

Der aus der Grafschaft Glatz stammende Paul Nößler wuchs in seinem Geburtsort Wünschelburg auf, bis er nach dem Ende des Zweiten Weltkriegs aus seiner schlesischen Heimat vertrieben wurde. So kam der 17-Jährige am 22. März 1946 mit zahlreichen anderen Heimatvertriebenen aus dem Glatzer Land – unter ihnen auch seine künftige Frau Luzia Wachsmann, die aus Altwilmsdorf stammt – im westfälischen Recke an. Bei ihrer Heirat am 29. Dezember 1955 waren Paul und Luzia Nößler das erste Paar, das in der neu erbauten Recker Pfarrkirche St. Dionysius vor den Traualtar trat. Aus der Ehe gingen fünf Kinder – drei Söhne und zwei Töchter – hervor. Von Recke zog das Ehepaar 1960 ins selbst gebaute Haus nach Steinbeck, wo es seitdem wohnte. Paul Nößler arbeitete als Bergmann im Bergwerk Ibbenbüren der Preussag.

### Jahrzehntelanges Engagement für die Anliegen der Heimatvertriebenen

Der langjährige BdV-Kreisverbandsvorsitzende war 32 Jahre Herausgeber und Schriftleiter von Mitteilungsblatt Die Stimme der Vertriebenen

Früh engagierte sich Paul Nößler in Organisationen der Heimatvertriebenen. Ab 1952 zunächst als Bote bei der Gemeinschaft der Ostvertriebenen aktiv, gehörte er 1953 zu den Mitbegründern der Deutschen Jugend des Ostens (DJO) Steinbeck, deren Vorsitz er 1955 übernahm. Prägend aber wurde er für die regionalen Aktivitäten des Bunds der Vertriebenen (BdV). 1962 wählten ihn die Mitglieder des BdV-Ortsverbandes Recke zum Schriftführer und Kassierer. Zugleich wurde er als Jugendsprecher in den BdV-Kreisvorstand gewählt. 1968 folgte die Wahl zum stellvertretenden Vorsitzenden des BdV-Kreisverbandes Tecklenburger Land, den er dann zwischen 1973 und 1995 insgesamt 18 Jahre lang als Kreisvorsitzender leitete. Parallel hatte er zudem das Amt des Pressereferenten inne und war 32 Jahre lang Herausgeber und Schriftleiter von Mitteilungsblatt Die Stimme der Vertriebenen, dem Organ des Kreisverbands. Im Selbstverlag brachte er 1994 die Zusammenstellung Die letzten Deutschen aus Wünschelburg, Oberrathen und Reichenforst heraus. Nachdem sich der BdV-Kreisverband Tecklenburger Land zum Jahresende 2004 aufgelöst hatte, begann Nößler damit, dessen Geschichte für ein Buch aufzubereiten.
Politisch brachte er die Anliegen der Heimatvertriebenen zudem von 1970 bis 1975 als Mitglied des Beirates für Vertriebenen- und Flüchtlingsfragen der Gemeinde Recke sowie ab 1975 im gleichnamigen Beirat auf Kreisebene ein.

Dass die Gemeinde Recke 1981 die Patenschaft für die Heimatgemeinschaft Altwilmsdorf übernahm, geht auf die Initiative Paul Nößlers (rechts) zurück

Gemeinsam mit seiner Frau Luzia setzte sich Paul Nößler für den Zusammenhalt der ehemaligen Einwohner von Wünschelburg und Altwilmsdorf ein. So engagierten sich die Eheleute im Vorstand der bundesweiten Heimatgemeinschaft Altwilmsdorf. Seit 1970 treffen sich die ehemaligen Altwilmsdorfer in Recke und feiern traditionell alle zwei Jahre in Steinbeck ihre „Altwilmsdorfer Kirmes“. Zusammen mit der Gemeinde Recke und der örtlichen Volkshochschule organisierte die Heimatgemeinschaft über Luzia und Paul Nößler regelmäßig Studienfahrten in die alte Heimat mit jeweils 30 bis 50 Teilnehmern, darunter nicht nur Heimatvertriebene. Dass die Gemeinde Recke am 10. Oktober 1981 außerdem die Patenschaft über die Heimatgemeinschaft Altwilmsdorf übernahm, hatte ebenfalls Paul Nößler angeregt. Denn da die Gemeinde Recke inzwischen zum Bezugs- und Treffpunkt der ehemaligen Altwilmsdorfer geworden war, sah er die Möglichkeit für sie, dort eine kulturelle Heimat zu finden. Vor diesem Hintergrund war Nößler ebenfalls federführend daran beteiligt, dass der Heimatgemeinschaft Altwilmsdorf im neuen Rathaus eine Heimatstube zur Verfügung gestellt wurde. Auch durfte die Heimatgemeinschaft am Friedhof in Steinbeck für die Verstorbenen, Gefallen und Vermissten aus Altwilmsdorf eine von dort stammende Eiche pflanzen und unter dieser Toteneiche einen Gedenkstein aufstellen. Nach den Hochwassern 1997 und 1998 im Tal der Biele schlug Paul Nößler vor, auf dem Altwilmsdorfer Friedhof ein Lapidarium aus den Gedenksteinen und Grabtafeln der früheren deutschen Bewohner anzulegen. Nach mehreren Jahren der Planung wurde diese Anlage dann 2011/2012 realisiert.
Sein Sohn Christoph Nössler führte dieses Engagement für die Heimatgemeinschaft Altwilmsdorf später fort.

### Ehrenamtliche kommunalpolitische Betätigung
Als Anhänger der Christlich-Demokratischen Arbeitnehmerschaft (CDA) gehörte Paul Nößler dem linken Flügel der CDU an. 1964 gründete er in Recke den CDA-Sozialausschuss und war zehn Jahre dessen Vorsitzender. Seit Mitte der 1950er Jahre CDU-Mitglied, arbeitete er aktiv in der Ortsunion Recke/Steinbeck mit. Von 1969 bis 1979 gehörte Nößler dem Rat der Gemeinde Recke an. Dort war er Mitglied im Bauausschuss, dem Hauptausschuss sowie dem Ausschuss für Soziales, Jugend, Sport und Freizeit.

### Sonstiges gesellschaftliches Engagement
Zusammen mit seiner Frau Luzia engagierte sich Paul Nößler über Jahrzehnte in der Steinbecker Pfarrgemeinde St. Philippus und Jacobus, auch als Mitglied des Kirchenvorstands von 1967 bis 1971. Später betätigte er sich als Chronist der Gemeinde und verfasste einen Kirchenführer. Er war Mitglied der Katholischen Arbeitnehmer-Bewegung (KAB) Steinbeck, deren Vorstand er ab 1962 angehörte. Sechs Jahre lang war er stellvertretender Vorsitzender, weitere acht Jahre dann Vorsitzender.
Gemeinsam mit seiner Frau widmete sich Paul Nößler zudem der Heimatgeschichtsforschung und zwar sowohl derjenigen der alten Heimat als auch der neuen.
Seit 1962 schrieb Paul Nößler als freier Mitarbeiter Artikel für die Ibbenbürener Volkszeitung. 1972 übernahm seine Frau Luzia diese Aufgabe, die sie bis Mitte der 2000er Jahre ausführte. Daneben verfassten beide auch Beiträge für verschiedene Bücher, Jahrbücher und Zeitschriften.

## Auszeichnungen

Landrat Martin Stroot (rechts) überreicht 1994 den Wanderpreis des Kreises Steinfurt an Paul Nößler

Vorrangig für sein jahrzehntelanges Engagement in der Vertriebenenarbeit verlieh der Bundespräsident Paul Nößler 1990 das Verdienstkreuz am Bande des Verdienstordens der Bundesrepublik Deutschland. Für seine Verdienste um die Förderung ostdeutschen Brauchtums, speziell des schlesischen Kulturguts in seiner neuen Heimat Westfalen, wurde er 1994 als erster Recker mit dem „Wanderpreis für besondere Verdienste in der Brauchtums- und Heimatpflege des Kreises Steinfurt“ ausgezeichnet. Gleichzeitig würdigten beide Auszeichnungen jedoch auch den Umstand, dass diese Aktivitäten stets Hand in Hand gingen mit einer gelungenen Integration in die neue westfälische Heimat, auf die Paul Nößler großen Wert legte.